# São Domingos (Goiás)
Pour les articles homonymes, voir São Domingos et Domingos (homonymie).
São Domingos est une municipalité brésilienne de l'État de Goiás et la microrégion du Vão do Paranã.